# Édouard Jordan
Édouard Jordan, né le 28 juin 1866 à Chalon-sur-Saône et mort le 3 mars 1946 à Sceaux, est un professeur d'université et historien français.

## Biographie
Édouard Jordan effectue ses études à l'École normale supérieure (1884). Il est agrégé d'histoire en 1887 et docteur ès lettres en 1909.
La carrière académique d'Édouard Jordan débute en 1888, année durant laquelle il devient membre de l'École française de Rome (jusqu'en 1891). Il est par la suite chargé de cours d'histoire ancienne à la Faculté des Lettres de Rennes où il aura comme élève Gabriel Le Bras entre 1908 et 1911.
Il est reçu docteur ès lettres en 1909 en présentant ses deux thèses :
- thèse principale : Les Origines de la domination angevine en Italie,
- thèse complémentaire : De mercatoribus camerae apostolicae saeculo XIII.

Il est professeur d'histoire du Moyen Âge, toujours à la Faculté des lettres de Rennes (1911). Il devient par la suite chargé de cours d'histoire moderne (suppléant d'Ernest Lavisse) à la Faculté des lettres de Paris, puis professeur d'histoire générale de l'Europe jusqu'au XVIe siècle (1920). Il enseigne à l'École normale supérieure à partir de 1921 et est admis à la retraite en 1936.

## Principales publications
- Les Registres de Clément IV, 1265-1268. Recueil des bulles de ce Pape publiées ou analysée d'après les manuscrits originaux des Archives du Vatican par E. Jordan, t. 1. Feuilles 1 à 14, pages 1 à 112, Paris, Thorin & fils éditeurs, coll. « Bibliothèque des Écoles françaises d'Athènes et de Rome. 2e série. t. XI.1 », 1893, 529 p. (lire en ligne)
- Les Registres de Clément IV, 1265-1268. Recueil des bulles de ce Pape publiées ou analysée d'après les manuscrits originaux des Archives du Vatican par E. Jordan, t. 2. Feuilles 15 à 32, pages 113 à 250, Paris, Thorin & fils éditeurs, coll. « Bibliothèque des Écoles françaises d'Athènes et de Rome. 2e série. t. XI.2 », 1894
- Les Origines de la domination angevine en Italie, Paris, Librairie Alphonse Picard fils, 1909, CLIII & 657 (lire en ligne)
- (la) De mercatoribus camerae apostolicae saeculo XIII, Paris, Oberthur, 1909, 181 p.
- Eugénisme et stérilisation. Leur valeur morale (1934)
- L'Allemagne et l'Italie aux XIIe et XIIIe siècles (1939). Première partie du tome IV de l'Histoire générale publiée sous la direction de Gustave Glotz (1925-1947)
- Les Registres de Clément IV, 1265-1268. Recueil des bulles de ce Pape publiées par E. Jordan, t. 6. Tables, Paris, E. de Broccard éditeur, coll. « Bibliothèque des Écoles françaises d'Athènes et de Rome. 2e série », 1945 (lire en ligne)

## Distinctions

### Décoration
- Chevalier de la Légion d'honneur en 1920.

### Récompense
- Il est également élu membre de l'Académie des sciences morales et politiques en 1933.